# When the looting starts, the shooting starts
«When the looting starts, the shooting starts» (en español: Cuando comienza el saqueo, comienza el tiroteo, según varios medios de comunicación hispanohablante) es una frase atribuida a Walter E. Headley, jefe de policía de Miami, Florida, en respuesta a un brote de crímenes violentos durante la temporada navideña de 1967 por el impacto del movimiento por los derechos civiles. Acusó a "jóvenes matones, de 15 a 21", de "aprovecharse de la campaña de derechos civiles" que estaba barriendo los Estados Unidos. Después de haber ordenado a sus soldados que combatieran la violencia con escopetas, dijo a la prensa que "no nos importa ser acusados de brutalidad policial". La frase fue utilizada nuevamente en junio de 2020 por el entonces presidente de los Estados Unidos, Donald Trump, en respuesta a las protestas por la muerte de George Floyd.

## 1967
Solo hay una manera de manejar a los saqueadores y pirómanos durante un disturbio y es dispararles a la vista. He dejado que la palabra se filtre: cuando comienza el saqueo, comienza el tiroteo. El primer uso conocido de la frase fue en una conferencia de prensa del jefe de policía de la Ciudad de Miami, Walter Headley.
La conferencia se celebró en el contexto de los disturbios civiles en los Estados Unidos en el verano de 1967 a 1968, que fue en parte motivado racialmente. En una conferencia de prensa, Headley declaró que "a sus hombres se les ha dicho que cualquier fuerza, hasta la muerte, es apropiada cuando se detiene a un delincuente", junto con la expresión "Cuando comienza el saqueo, comienzan los disparos". En una entrevista con periodistas publicada el 27 de diciembre de 1967, Headley dijo que su condado había evitado el "levantamiento civil y el saqueo" porque había "dejado que se filtrara la palabra de que cuando comienza el saqueo, comienzan los disparos ... Estas son mis órdenes : No tres días después, pero ahora. Esta es una guerra ... Lo digo en serio, cada parte de ella ". Headley ordenó el uso de "escopetas y perros" para responder a los "matones jóvenes" de los "distritos negros" en Miami. Headley dijo: "Solo hay una manera de manejar a los saqueadores y pirómanos durante un disturbio y es dispararles a la vista".
Un artículo del New York Times del 29 de noviembre de 1970 decía que el enfoque de Headley había llevado a "tres muertos y un herido decenas". Un artículo del New York Times del 29 de noviembre de 1970 informó que después de la muerte de Headley en 1968, el "jefe de política de línea dura de la vieja escuela" fue reemplazado por el Jefe Bernard L. Garmire, como parte de un "intento de introspección racial" que había incluido consultar un estudio de ciencias sociales financiado por el gobierno federal para examinar qué "engendra" el profundo "miedo y odio de los policías blancos por los negros". Según el profesor de la Universidad de Howard, Clarence Husane, Headley podría haber tomado prestada la frase del infame jefe de policía de Birmingham, Alabama, Bull Connor.
En agosto de 1968, mientras Headley, un demócrata, estaba de vacaciones en las montañas de Carolina del Norte, se negó a regresar a Miami cuando estallaron los disturbios durante la Convención Nacional Republicana de 1968. Dijo que su fuerza policial "sabe qué hacer ... Cuando comienza el saqueo, comienzan los disparos". Las organizaciones negras habían pedido una manifestación masiva de "personas negras preocupadas", sin quejas inmediatas, sino más bien en El contexto de la frustración percibida con los sistemas políticos, sociales y económicos injustos de los Estados Unidos. La manifestación se tornó violenta luego de que un automóvil con la calcomanía "George Wallace for President" se incendió.

## 2020
El presidente Donald Trump usó la frase en un tuit el 29 de mayo de 2020 en respuesta a las protestas nacionales e internacionales cada vez más violentas en respuesta al asesinato de George Floyd. Floyd era un hombre afroamericano asesinado en Minneapolis el 25 de mayo por un policía blanco que se había arrodillado en el cuello de Floyd durante nueve minutos. El tuit de Trump fue marcado por Twitter como "incitando la violencia". En la noche del 29 de mayo, después de hablar con la familia de Floyd, dio un tono más sombrío. Dijo que no estaba al tanto de la frase "historia cargada de raza". El tuit fue compartido entre comillas por la cuenta de Twitter de la Casa Blanca.

### Controversia sobre los orígenes
A raíz del tuit de Trump en 2020, otros escribieron que él estaba dando un silbato a lo que consideraban su base racista, y que sus palabras supuestamente fueron pronunciadas por el notable exgobernador pro-segregacionista de Alabama y también candidato presidencial estadounidense múltiple, George Wallace. El verificador de hechos Snopes aclaró que, aunque había un artículo publicado en 2005 que respaldaba la afirmación, en realidad no hay un registro contemporáneo (de la década de 1960) de Wallace usando la frase exacta que tuiteó Trump. Wallace dijo una vez: "Dispáralos en el acto [...] y eso puede evitar que se quemen y saqueen, pero seguramente lo detendrá después de que comience".

### Respuesta de Facebook
En la tarde del 29 de mayo, el director ejecutivo de Facebook, Mark Zuckerberg, dijo en una declaración personal que encontraba los comentarios (que también se habían publicado en Facebook) "profundamente ofensivos", pero también creía que las publicaciones eran diferentes de las que amenazaban o incitaban violencia porque se trataba del uso de la "fuerza estatal". El 1 de junio, cientos de empleados de Facebook realizaron una salida virtual del trabajo como protesta. Esa noche, después de una llamada con Zuckerberg y la directora de operaciones de Facebook, Sheryl Sandberg, tres líderes de derechos civiles dijeron: "Estamos decepcionados y sorprendidos por las explicaciones incomprensibles de Mark para permitir que las publicaciones de Trump permanezcan publicadas ... él se niega a reconocer cómo Facebook está facilitando la llamar a la violencia contra los manifestantes".
El 2 de junio, Zuckerberg declaró en una llamada interna con 25.000 empleados de Facebook que su revisión concluyó que "la referencia es claramente a una actuación policial agresiva tal vez una actuación policial excesiva pero no tiene antecedentes de ser leída como un silbido de perro para que los partidarios de las justicieros tomen justicia sus propias manos". Treinta y tres ex empleados publicaron una carta abierta en Facebook el 3 de junio disputando esa conclusión: "La publicación del presidente Trump el viernes no solo amenaza con violencia del estado contra sus ciudadanos, sino que también envía una señal a millones que siguen las indicaciones del presidente".